# Góra Zamkowa w Ojcowie

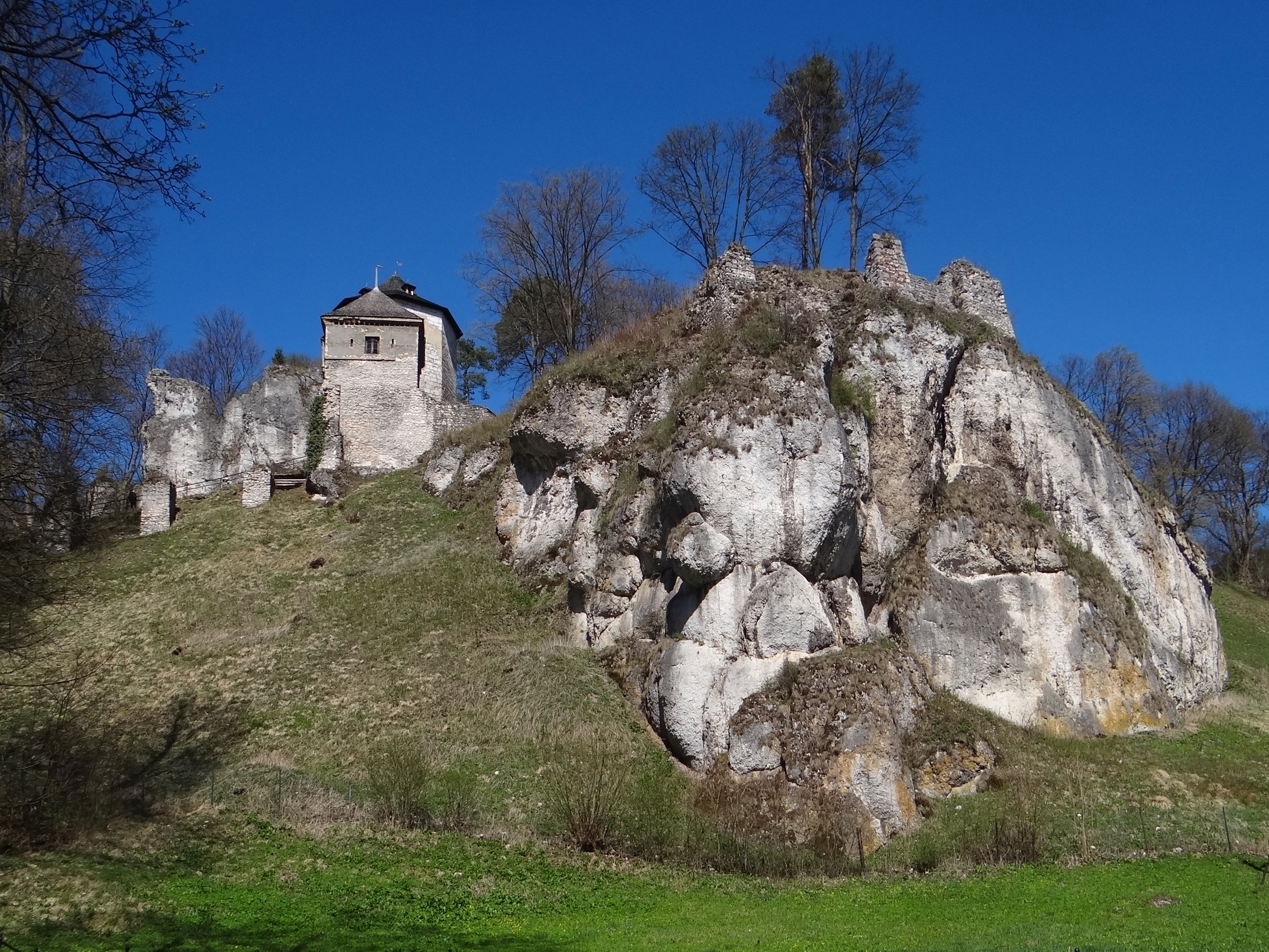
Góra Zamkowa i Zamek w Ojcowie

Góra Zamkowa – skaliste wzgórze na Wyżynie Olkuskiej w miejscowości Ojców. Znajdują się na nim ruiny zamku w Ojcowie oraz Park Zamkowy. Góra Zamkowa dzieli ten park na dwie odrębne części: południową i północną. Od wschodniej i południowej strony zbocza Góry Zamkowej to strome, wapienne skały. U ich południowo-zachodniego podnóża znajduje się parking.
Góra Zamkowa jest pozostałością dawnego progu skalnego na rzece Prądnik. Jej skałki objęte były ochroną ścisłą, w 1985 roku zmieniono ich status prawny i obecnie objęte są ochroną częściową jako rezerwat roślinności kserotermicznej i nieleśnej.